# Хамилтон (Алабама)
Хамилтон (енгл. Hamilton) град је у америчкој савезној држави Алабама. По попису становништва из 2010. у њему је живело 6.885 становника.

## Демографија
Према попису становништва из 2010. у граду је живело 6.885 становника, што је 99 (1,5%) становника више него 2000. године.
| Група             | 2000.         | 2010.         |
| Белци             | 6.075 (89,5%) | 6.040 (87,7%) |
| Афроамериканци    | 515 (7,6%)    | 532 (7,7%)    |
| Азијати           | 33 (0,5%)     | 15 (0,2%)     |
| Хиспаноамериканци | 116 (1,7%)    | 211 (3,1%)    |
| Укупно            | 6.786         | 6.885         |